# Faceta
Las facetas son las caras planas de un poliedro, y especialmente las de los cristales naturales o de las piedras talladas. La organización de los cristales minerales naturales en facetas fue clave para los primeros desarrollos de la cristalografía, ya que reflejan la simetría subyacente de la estructura cristalina. Las piedras preciosas comúnmente son sometidas al tallado y pulido de facetas para mejorar su apariencia al permitirles reflejar mejor la luz. 

## Configuración de facetas

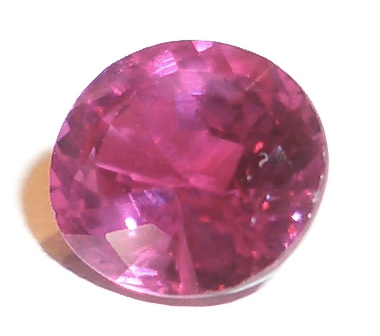
Imagen de un rubí tallado, con las facetas visibles

De los centenares de configuraciones de facetas utilizadas históricamente, la más famosa es probablemente la talla redonda en brillante, utilizada para realzar el brillo de los diamantes y de muchas otras gemas de distintos colores. La primera versión de la talla en brillante, origen de la configuración moderna, es atribuida a un italiano apellidado Peruzzi a finales del siglo XVII. Más adelante, los ángulos para obtener el "corte ideal" de un diamante fueron calculados por primera vez por Marcel Tolkowsky en 1919. Se han introducido leves modificaciones desde entonces, pero los ángulos del "corte ideal" de un diamante siguen siendo todavía muy similares a los determinados por la fórmula de Tolkowsky. Los brillantes de talla redonda cortados con anterioridad a la formulación de los ángulos "ideales", son a menudo denominados como "primitiva talla en brillante" o como "antigua talla en brillante europea". Aunque se considera una talla imperfecta según los estándares actuales, se mantiene el interés de los coleccionistas por estas piezas. Otros cortes de diamante históricos incluyen el "Old-Mine Cut" ("antigua talla de mina"), similar a versiones tempranas del brillante redondo, pero sobre un patrón cuadrado o rectangular, y el "Rose Cut" ("talla rosa"), un corte sencillo que consta de una cara posterior plana y pulida, y un número variable de facetas anguladas en la corona, produciendo un domo faceteado. A veces se añade a los brillantes una faceta adicional (la número 58), denominada culet, mediante la que se secciona la punta inferior de la piedra para impedir su rotura accidental. Los primeros brillantes a menudo presentaban un culet muy grande, mientras que los brillantes modernos generalmente no lo incluyen o lo tienen muy pequeño.

## Tallado

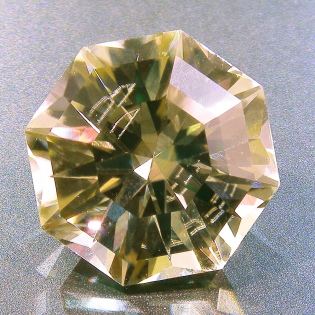
Una espodumena tallada, con inclusiones internas que reflejan la luz

El arte de tallar una gema es un procedimiento de precisión realizado mediante una un máquina de tallado. El producto ideal del proceso de tallado es una piedra que muestre un agradable equilibrio entre las reflexiones internas de la luz, denominado "brillantez"; una dispersión fuerte y colorida que es generalmente denominada "fuego"; y un centelleo brillantemente colorido de la luz reflejada conocido como "escintilación" o "centelleo".: 239 
Normalmente, las piedras transparentes o translúcidas son talladas, aunque los materiales opacos ocasionalmente también pueden serlo, de forma que el lustrado de las facetas producirá la reflexión de la luz sobre la gema. El pleonasto (la espinela negra) y el diamante negro son ejemplos de piedras opacas talladas.

### Ángulos de las facetas
Los ángulos utilizados para tallar cada faceta juegan una función crucial en el resultado final de una gema. Mientras que la disposición general de las facetas de un corte de pedrería particular podría parecer igual en cualquier clase de gema, los ángulos de cada faceta tienen que ser cuidadosamente ajustados para maximizar el rendimiento óptico. Los ángulos utilizados deben ajustarse de acuerdo con el índice de refracción del material de la gema. Cuando la luz atraviesa una gema e incide sobre una faceta pulida, el mínimo ángulo posible que permite a la faceta reflejar la luz hacia el interior de la gema se denomina ángulo crítico. Si el rayo de luz incide sobre la superficie con un ángulo menor, saldrá reflejado en vez de refractarse a través de la gema para darle brillantez. Estos rayos que se escapan son denominados "pérdida de luz", y el efecto causado por el que la superficie aparece transparente y sin brillo se conoce como "ventaneo". Esto es especialmente común en las gemas comerciales mal cortadas. Las piedras con índices de refracción más altos generalmente permiten realizar tallas mucho más vistosas, dado que el ángulo crítico disminuye con el aumento del índice de refracción, incrementando el número de reflexiones internas y la brillantez de la gema.

### Máquina de tallado

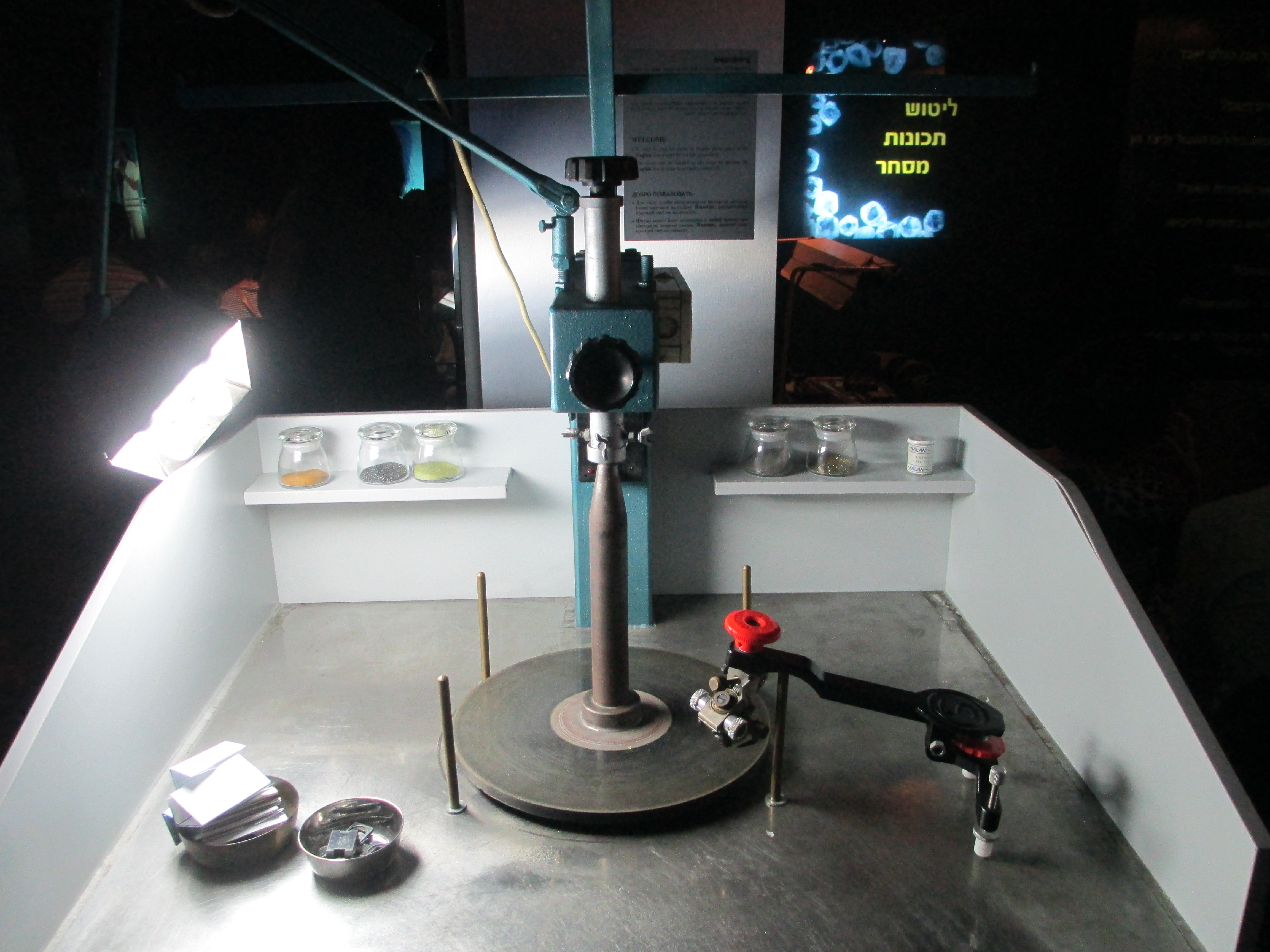
Máquina de tallar diamantes

Esta máquina utiliza un plato giratorio accionado por un motor eléctrico en el que se sujeta un disco abrasivo extremadamente plano (conocido como "lap") que sirve para cortar o para pulir. Para el corte se utilizan abrasivos de diamante depositados sobre discos de metal o de resina, mientras que para el pulido se dispone de una gran variedad de materiales, como polvo de diamante o abrillantadores basados en óxidos. Las operaciones de corte se suelen refrigerar rociando agua continuamente, mientras que en el pulido se utilizan indistintamente agua o aceites industriales.
Incluye un dispositivo desmontable conocido como "mástil", un brazo giratorio y articulado que permite ajustar el ángulo de inclinación, la altura y la orientación de la piedra con respecto a la superficie del disco abrasivo, para lo que dispone de un sistema de lectura mecánico. También dispone de un engranaje (llamado "índice de paso") con un número particular de dientes que es utilizado para fijar el ángulo de giro de la piedra. Los ángulos de rotación son divididos por el número de dientes presentes en el engranaje, aunque muchas máquinas incluyen medios adicionales de ajuste en incrementos más pequeños, a menudo conocidos como "cheater". La piedra es fijada a un vástago (normalmente de metal) conocido como "dop", quedando pegada a uno de sus extremos denominado "quill". Este vástago a su vez queda sujeto al cabezal orientable del mástil.

### Proceso de tallado moderno
La piedra sujeta al vástago es tallada con ángulos precisos mediante sucesivas operaciones de desbastado con abrasivos cada vez más finos, hasta que el proceso es repetido por última vez para dejar perfectamente pulida cada faceta. La repetición exacta de los ángulos del proceso de corte y pulido es asistida por un sistema de lectura de ángulos y por un índice de la posición del engranaje de rotación. El proceso físico del pulido es un tema de debate. Una teoría aceptada generalmente es que las partículas finas del abrasivo producen erosiones más pequeñas que la longitud de onda de la luz, haciendo las marcas microscópicas invisibles. Dado que las tallas tienen dos lados (la corona y el pabellón), un dispositivo a menudo llamado "plantilla de transferencia" permite voltear la pieza, de modo que se puedan cortar y pulir todas las facetas con la misma máquina.

### Otros métodos
El procedimiento de exfoliación utiliza los planos de rotura asociados a la estructura de los enlaces químicos de un cristal mineral. Si se aplica un golpe seco con el ángulo correcto, la piedra puede partirse limpiamente. Este procedimiento es a veces utilizado para partir piedras irregulares sin cortar, y así obtener piezas más pequeñas con volúmenes más aprovechables, aunque nunca se utiliza para tallar facetas. La división de diamantes por exfoliación antiguamente era algo común, pero cuando el riesgo de inutilizar una piedra era muy alto, se obtenían a menudo piezas de diamante indeseables. El método preferido de partir diamantes en piezas más pequeñas actualmente es por serrado.
Un estilo más antiguo de tallado se realizaba con la máquina llamada "jamb peg" (literalmente "jamba estaca"), que utiliza como soporte de la piedra a tallar una estaca de madera de longitud precisa, cuyo extremo libre se introduce sucesivamente en una serie de agujeros que están cuidadosamente situados a distintas alturas sobre una placa metálica (el mástil o jamba). La orientación exacta de cada faceta respecto al contorno circular de la talla se consigue insertando en la estaca una pieza con silueta de polígono regular, que se apoya en una placa perpendicular al mástil. De esta forma, la piedra queda apoyada en ángulos precisos sobre la superficie horizontal del disco abrasivo que gira a gran velocidad. Estas máquinas requieren una considerable habilidad de los operarios que las manejan para trabajar eficazmente.
Otro método de tallado implica el uso de cilindros para producir facetas curvadas cóncavas. Esta técnica puede producir muchos variaciones inusuales y artísticas con respecto al proceso tradicional.

## Facetas naturales

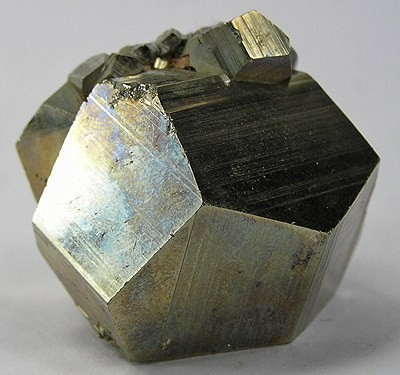
Facetas naturales de unos cristales de pirita

Muchos cristales se generan naturalmente con formas que presentan facetas. Por ejemplo, la sal de mesa cristaliza en pequeños cubos y el cuarzo se presenta en ocasiones con forma de prisma hexagonal. Estas formas características son una consecuencia de la estructura cristalina del material y de su energía superficial, así como de las condiciones generales bajo las que se formó el cristal.
Las redes de Bravais de la estructura del cristal definen un conjunto de posibles planos de baja energía, que normalmente se corresponden con aquellos en los que los átomos están más compactamente empaquetados. Por ejemplo, un cristal cúbico puede tener planos de baja energía según las caras del cubo o según sus diagonales. La exfoliación a lo largo de un plano de baja energía, implica que habrá relativamente pocos vínculos rotos y un aumento relativamente pequeño de energía respecto al cristal sin romper. De forma equivalente, estos planos tienen una bajaenergía superficial. Los planos con la energía más baja formarán las facetas más grandes, minimizando la energía libre termodinámica global del cristal. Si se conoce la energía superficial como una función de la orientación de los planos, es posible determinar la forma de equilibrio del cristal mediante la construcción de Wulff.
Las condiciones de crecimiento, incluyendo la superficie sobre la que el cristal está creciendo (el sustrato), pueden cambiar la forma esperada del cristal. Por ejemplo, si la base del cristal es sometida a tensión por el sustrato, esto puede favorecer que el cristal crezca más hacia arriba que a lo largo del sustrato. La energía superficial resultante, incluyendo las energías relativas de los diferentes planos, depende de muchos factores, incluyendo la temperatura, la composición del entorno (por ejemplo, la humedad), y la presión.

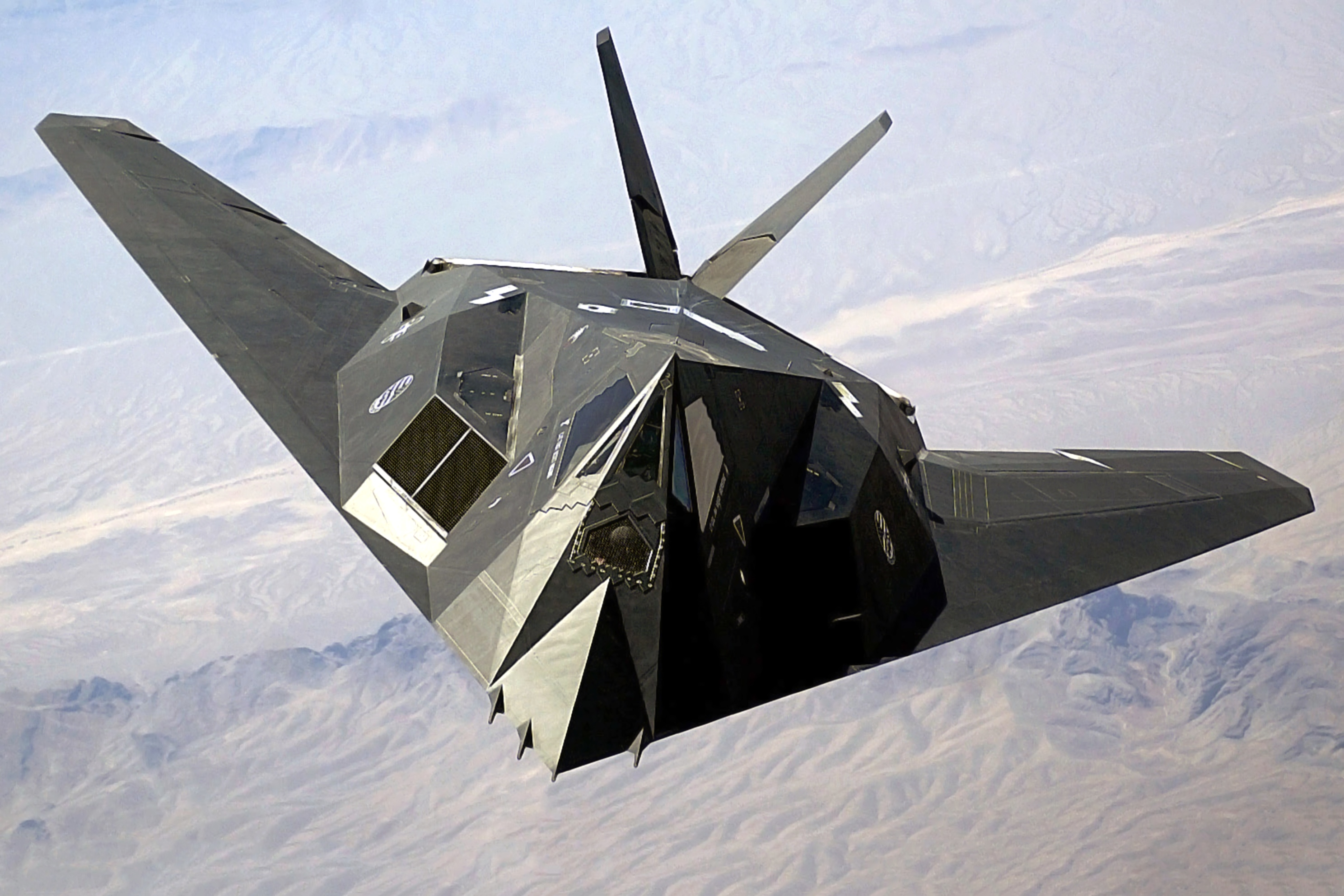
Silueta con facetas planas de un F-117, como parte de la tecnología furtiva de ocultación al radar